# Tạ Duy Nhẫn
Tạ Duy Nhẫn (sinh năm 1954) là một nghệ sĩ xiếc thú, được mệnh danh là "Vua xiếc khỉ" của Việt Nam, nguyên Trưởng đoàn Xiếc thú thuộc Liên đoàn Xiếc Việt Nam. Ông được nhà nước phong tặng danh hiệu Nghệ sĩ ưu tú vào năm 1997.

## Cuộc đời
Tạ Duy Nhẫn sinh năm 1954 tại Khâm Thiên, quận Đống Đa, Hà Nội, là con trai thứ của Nghệ sĩ nhân dân Tạ Duy Hiển – người đã khai phá bộ môn xiếc ở Việt Nam. Ông còn một người anh trai theo nghiệp võ. Từ khi còn nhỏ, Tạ Duy Nhẫn đã được cha dạy một số kỹ thuật cơ bản và được đi biểu diễn cùng đoàn xiếc của cha. Năm 1958, gánh xiếc do Tạ Duy Hiển thành lập được sáp nhập và trở thành Đoàn Xiếc Trung ương do nhà nước quản lý. Năm 1963, ông bắt đầu theo học tại Trường Xiếc Việt Nam (nay là Trường Trung cấp Nghệ thuật Xiếc và Tạp kỹ Việt Nam). Năm 13 tuổi, ông đã được đi biểu diễn ở Đông Âu. Sau khi hoàn thành 4 năm học tại trường, ông trở về công tác tại Đoàn Xiếc, lúc này cha ông cũng vừa qua đời.
Năm 1978, đoàn lãnh đạo cấp cao của Cộng hòa Nhân dân Mông Cổ đến thăm Việt Nam và tặng 10 con ngựa làm quà. 10 con ngựa này đã được giao cho Đoàn xiếc Nhân dân Trung ương (nay là Liên đoàn Xiếc Việt Nam). Vốn là một người thích khám phá điều mới lạ, Tạ Duy Nhẫn đã nhận 4 con để huấn luyện. Sau một thời gian thuần phục và huấn luyện, ông đã giúp 4 con ngựa tập thành công tiết mục "Ngày hội trên mình ngựa". Tiếc mục này không chỉ trở nên nổi tiếng mà còn trở thành tiết mục truyền thống trong bộ môn xiếc ngựa của Liên đoàn Xiếc Việt Nam. Cũng từ tiếc mục này mà Tạ Duy Nhẫn được nhiều người biết đến và ông được mời sang Đài Loan biểu diễn. Việc ông huấn luyện được ngựa hoang Mông Cổ đã được giới xiếc của cả 2 quốc gia đặc biệt quan tâm. Trong một bài phỏng vấn, Tạ Duy Nhẫn cho biết vào năm 2014, đã có một đài truyền hình Mông Cổ sang phỏng vấn ông về "bí quyết" huấn luyện ngựa hoang trên sân khấu.
Mặc dù đến với xiếc qua xiếc ngựa nhưng tên tuổi Tạ Duy Nhẫn gắn liền với xiếc khỉ. Ông kể lại, trong các tiếc mục xiếc có 1 chú khỉ bị tật ở chân nên không thể điều khiển xe đạp, vì vậy ông đã huấn luyện nó lái xích lô. Và nó trở thành con khỉ duy nhất biết đạp xích lô. Ông đã từng sang nhiều quốc gia như Ba Lan, Lào, Thái Lan, Nga để biểu diễn xiếc khỉ và rất được khán giả yêu thích.
Trước khi về hưu, Tạ Duy Nhẫn là Trưởng đoàn Xiếc thú của Liên đoàn Xiếc Việt Nam.

## Đời tư
Vợ Tạ Duy Nhẫn tên Ngọc Lan, là một nghệ sĩ kèn Saxophone của Liên đoàn Xiếc Việt Nam và đã sinh cho ông 2 người con. Mặc dù là con trai thứ nhưng Tạ Duy Nhẫn là người con duy nhất theo nghiệp xiếc của Tạ Duy Hiển, vì vậy ông cũng muốn các con mình nối nghiệp gia đình. Người con gái lớn của ông là nghệ sĩ xiếc Tạ Thúy Phương (sinh năm 1979) đã từng tham gia biểu diễn tại SEA Games 22 vào năm 2003, nhưng cũng chính tại đại hội thể thao này, cô đã gặp tai nạn trong lúc biểu diễn và phải giải nghệ. Người con trai út của Tạ Duy Nhẫn là Tạ Duy Kiên, hiện là một nghệ sĩ xiếc khỉ có tiềm năng của Liên đoàn Xiếc Việt Nam.